# Juan del Río Martín
Juan del Río Martín (Ayamonte, 14 ottobre 1947 – Madrid, 28 gennaio 2021) è stato un arcivescovo cattolico spagnolo.

## Biografia
Juan del Río Martín nacque ad Ayamonte il 14 ottobre 1947.

### Formazione e ministero sacerdotale
Nel 1964 ottenne il diploma di maturità all'Instituto Laboral della sua città natale. Compì gli studi ecclesiastici di filosofia e teologia nel seminario metropolitano di Siviglia e nel Centro di studi teologici della stessa città dal 1965 al 1973. Dal 1973 al 1979 fu insegnante nel seminario minore.
Il 2 febbraio 1974 fu ordinato presbitero per l'arcidiocesi di Siviglia. Nel 1975 conseguì la laurea in economia sociale presso l'Università di Granada. In seguito fu parroco della parrocchia di Santa Maria Maggiore a Pilas dal 1976 al 1979. Nel 1979 venne inviato a Roma per studi. Prese residenza nel Pontificio Collegio Spagnolo di San Giuseppe. Ha conseguito la licenza e nel 1984 il dottorato in teologia dogmatica presso la Pontificia Università Gregoriana con una tesi sull'ecclesiologia di San Giovanni d'Avila. Seguì dei corsi anche presso l'Istituto di Studi Storici Spagnoli della chiesa di Santa Maria in Monserrato degli Spagnoli. Tornato in patria fu vice-rettore del seminario metropolitano di Siviglia e professore di religione presso l'Istituto "Ramón Carande" dal 1984 al 1987; professore di teologia presso il Centro di studi teologici di Siviglia e direttore spirituale delle Confraternite degli studenti dal 1984 al 2000; parroco della parrocchia di Nostra Signora di Valme e del Beato Marcelo Spínola y Maestre a Dos Hermanas nel 1987; delegato diocesano per la pastorale universitaria dal 1987 al 2000; direttore del servizio di assistenza religiosa dell'Università di Siviglia dal 1988 al 2000; direttore dell'ufficio informazioni dei vescovi della Spagna meridionale dal 1988 al 2000; collaboratore alla realizzazione del padiglione della Santa Sede all'Esposizione universale di Siviglia dal 1990 al 1992 e vicedirettore dello stesso durante il periodo dell'Expo; professore di teologia all'Istituto di liturgia "San Isidoro" di Siviglia dal 1993 al 2000 e all'Università di Siviglia dal 1994 al 2000 e segretario del consiglio presbiterale dal 1995 al 2000.

### Ministero episcopale
Il 29 giugno 2000 papa Giovanni Paolo II lo nominò vescovo di Jerez de la Frontera. Ricevette l'ordinazione episcopale il 23 settembre successivo nella cattedrale di Cristo Salvatore a Jerez de la Frontera dall'arcivescovo Manuel Monteiro de Castro, nunzio apostolico in Spagna e Andorra, co-consacranti l'arcivescovo metropolita di Siviglia Carlos Amigo Vallejo e il vescovo emerito di Jerez de la Frontera Rafael Bellido Caro.
Il 30 giugno 2008 papa Benedetto XVI lo nominò ordinario militare per la Spagna. Prese possesso dell'ordinariato il 27 settembre successivo. Continuò a reggere la diocesi di Jerez de la Frontera come amministratore apostolico fino al 19 marzo 2009.
Il 1º giugno 2009 venne nominato membro del consiglio centrale degli ordinari militari.
Nel marzo del 2014 compì la visita ad limina.
In seno alla Conferenza episcopale spagnola fu membro della commissione per le comunicazioni sociali dal 2002 al 2005, presidente della stessa dal 2005 al 2009, membro del comitato esecutivo dal 22 aprile 2009 al marzo del 2017, membro della commissione per le comunicazioni sociali dal 2017 al 2020, membro del consiglio economico dal 2017 al 2020 e presidente della commissione per le comunicazioni sociali dal marzo del 2020 alla morte. Il 20 ottobre 2011 la 221ª riunione della commissione permanente lo ha eletto membro della Giunta di San Giovanni d'Avila, dottore della Chiesa.
Il 22 gennaio 2021 venne ricoverato all'ospedale centrale della difesa "Gómez Ulla" di Madrid per COVID-19. Dopo un iniziale miglioramento, le sue condizioni di salute si aggravarono e venne trasferito nel reparto di terapia intensiva. Morì intorno alle 11 del 28 gennaio all'età di 73 anni. Le esequie si tennero il 30 gennaio alle ore 12 nella cattedrale del Sacramento a Madrid e furono presiedute dal cardinale Juan José Omella, arcivescovo metropolita di Barcellona. Al termine del rito fu sepolto nello stesso edificio.

## Opere
- La Iglesia, misterio del amor de dios a los hombres segun san Juan de Avila: Santidad y pecado en la Iglesia, Roma, 1984,  p. 268.
- La Iglesia, misterio del amor de Dios a los hombres segun San Juan de Avila: santidad y pecado en la Iglesia, Cordova, Imprenta San Pablo, 1986,  p. 268.
- La cultura del diálogo, Siviglia, Universidad de Sevilla, Secretariado de Publicaciones, 1994,  p. 241, ISBN 978-8447202065.
- Una triple visión, Siviglia, Equipo de Investigación de Análisis y Técnica de la Información. Universidad de Sevilla, 1996.
- Desafíos de final de siglo, Siviglia, Universidad de Sevilla, Secretariado de Publicaciones, 1997,  p. 294.
- Los elementos culturales y religiosos en los Boletines, Siviglia, Equipo de Investigación de Análisis y Técnica de la Información. Universidad de Sevilla, 1997.
- con Manuel González Jiménez, Los mozárabes: una minoría olvidada [conferencias del Curso, Sevilla, 28 al 30 de octubre de 1997], Siviglia, Fundación El Monte, 1998,  p. 239, ISBN 978-8489777408.
- Del periodismo de tópicos a los comunicadores de la vía estética, Siviglia, Equipo de Investigación de Análisis y Técnica de la Información. Universidad de Sevilla, 1998.
- Santa Ángela de la Cruz: madre y maestra de vida interior: carta pastoral con motivo de su canonización, 2003,  p. 48.
- La alegría de ser cristiano: carta pastoral con motivo del XXV aniversario de la creación de la diócesis, 2004,  p. 72.
- Apuntes para la vida, Madrid, Biblioteca de Autores Cristianos, 2005,  p. 243, ISBN 978-8479148140.
- El samaritano de Jerez: San Juan Grande: exhortación pastoral con motivo del X aniversario de la canonización de San Juan Grande, patrono de la diócesis, Jerez, Boletín Oficial del Obispado de Asidonia-Jerez, 2006,  p. 15.
- El Sacerdote, ministro del amor divino: del maestro Ávila al curs de Ars: carta pastoral al clero castrense con motivo del Año Sacerdotal, Madrid, 2010,  p. 93.
- Los desencuentros entre la Iglesia y los medios de comunicación: la fugacidad de la noticia frente a la cultural del memorial, Siviglia, Equipo de investigación de Análisis y Técnica de la Información. Universidad de Sevilla, Departamento de Periodismo II, 2010.
- Santidad y pecado en la Iglesia: hacia una eclesiología de San Juan de Ávila, Madrid, Biblioteca de Autores Cristianos, 2015,  pp. LI, 391, ISBN 9788422017844.
- La cultura de la Paz: 50 aniversario de las Jornadas Mundiales de la Paz: Carta Pastoral, 2016,  p. 106.
- Nuevos apuntes para la vida, Madrid, Biblioteca de Autores Cristianos, 2019,  pp. XX, 465, ISBN 978-8422021179.

## Genealogia episcopale
La genealogia episcopale è:
- Cardinale Scipione Rebiba
- Cardinale Giulio Antonio Santori
- Cardinale Girolamo Bernerio, O.P.
- Arcivescovo Galeazzo Sanvitale
- Cardinale Ludovico Ludovisi
- Cardinale Luigi Caetani
- Cardinale Ulderico Carpegna
- Cardinale Paluzzo Paluzzi Altieri degli Albertoni
- Papa Benedetto XIII
- Papa Benedetto XIV
- Papa Clemente XIII
- Cardinale Marcantonio Colonna
- Cardinale Giacinto Sigismondo Gerdil, B.
- Cardinale Giulio Maria della Somaglia
- Cardinale Carlo Odescalchi, S.I.
- Cardinale Costantino Patrizi Naro
- Cardinale Lucido Maria Parocchi
- Papa Pio X
- Papa Benedetto XV
- Papa Pio XII
- Cardinale Eugène Tisserant
- Papa Paolo VI
- Cardinale Agostino Casaroli
- Cardinale Manuel Monteiro de Castro
- Arcivescovo Juan del Río Martín

## Araldica
| Stemma | Descrizione |
| ------ | --- |
|        | Lo stemma di monsignor Juan del Río Martín è diviso in tre campi verticali e uno nel basso: nel campo di sinistra vi è un castello d'oro (tratto dallo stemma del comune natale dell'arcivescovo, Ayamonte) su sfondo azzurro con sotto un cespuglio di oleandro al naturale; nel campo centrale vi è una nave al naturale con per vela lo stemma di papa Giovanni Paolo II su sfondo argento; nel campo di destra vi è una fontana (tratta dallo stemma della prima destinazione dell'arcivescovo come sacerdote, Pilas) su sfondo blu e nel campo in basso vi sono le figure al naturale su campo rosso di Sant'Isidoro di Siviglia, San Ferdinando III di Castiglia e San Leandro di Siviglia. Come motto episcopale ha scelto l'espressione "Opus Iustitiae Pax". Lo stemma è completato con gli ornamenti esterni che sono una croce processionale episcopale d'oro, posta dietro allo scudo e che si estende sopra e sotto lo stesso e un cappello ecclesiastico chiamato galero, con quindici nappe in cinque file su entrambi i lati dello scudo. Sul bastone della croce vi è medaglione con l'emblema dell'ordinariato militare in Spagna. Queste sono le insegne araldiche di un prelato del grado di vescovo come da disposizione della Santa Sede del 31 marzo 1969. |